# Arteria cervical ascendente
La arteria cervical ascendente es una arteria que se origina como rama colateral del tronco tirocervical, que es una de las cuatro ramas colaterales de la subclavia.

## Recorrido
Se ramifica desde la arteria tiroidea inferior cuando este vaso pasa tras la vaina  del músculo escaleno anterior; discurre hacia arriba sobre los tubérculos anteriores de las apófisis transversas de las vértebras cervicales en el intervalo entre los músculos escaleno anterior y largo de la cabeza.
Da pequeñas ramas hacia los músculos del cuello, que se anastomosan con ramas de la arteria vertebral, y envía una o dos ramas espinales hacia el canal vertebral a través de los agujeros intervertebrales que se distribuyen hacia la médula espinal y sus membranas, y hacia los cuerpos vertebrales, del mismo modo que las ramas espinales de la arteria vertebral.

### Ramas
Presenta ramas musculares para los escalenos y complexos, y ramas espinales que penetran en los agujeros intervertebrales y terminan en los cuerpos vertebrales de C3 y en la médula espinal.
La Terminología Anatómica considera únicamente las siguientes ramas:
A12.2.08.050 Ramas espinales de la arteria cervical ascendente (rami spinales arteriae cervicalis ascendentis).

## Distribución
Distribuye la sangre hacia los músculos del cuello, vértebras y conducto vertebral o conducto raquídeo.